# 에어 오스트랄
에어 오스트랄(프랑스어: Air Austral)은 프랑스 레위니옹의 항공사로 본사는 레위니옹 생드니에 위치해 있으며 허브 공항은 롤랑 가로 공항이 있다.

## 역사
1974년 12월 사업가인 제라드 에테브에 의해 레위니옹 에르 세르비스(프랑스어: Réunion Air Service)로 설립 되었다. 이 회사는 레위니옹 섬의 최초의 상업 항공사로 1975년 3월부터 생드마리(프랑스어: Sainte-Marie)에서 마요트(프랑스어: Mayotte) 섬을 오가는 운항 서비스를 개시했다. 1986년 에르 레위니옹(프랑스어: Air Réunion)으로 회사명을 변경 했다가 1990년 다시 지금의 사명으로 변경했다. 같은 해 보잉 737-500 항공기를 도입하였다. 2003년 6월 28일 레위니옹과 프랑스 파리 사이의 장거리 노선을 취항한데 이어 2005년 레위니옹과 마르세유 및 리옹으로 이어지는 두 번째 장거리 노선을 열었다. 2007년 마르세유를 경유하여 툴루즈(프랑스어: Toulouse)에 이르는 세 번째 장거리 노선이 개설되었다. 2009년 파리에서 레위니옹을 경유하여 시드니를 오가는 국제선 노선을 취항했다. 현재 에르 오스트랄은 동아프리카, 인도양 주변 지역에 부정기 운항을 하고 있으며 허브 공항인 롤랑 가로 공항을 중심으로 노선을 운항하고 있다. 2010년에 2대의 에어버스 A380 기종을 주문해 2014년에 도입될 예정이였으나 경기 불황과 파리행 관광수요의 낙관으로 인해 2016년에 주문을 취소했으며 1대 인도 예정인 보잉 777-200LR 납품이 취소되었다.

## 운항 노선
- 2012년 4월 현재 에어 오스트랄은 다음과 같은 노선을 운항하고 있다.

### 코드쉐어 협정
- 에어 오스트랄은 다음과 같은 항공사와 코드쉐어 협정을 체결하고 있다.

| - 루프트한자 (스타 얼라이언스) - 버진 오스트레일리아 - 타이 항공 (스타 얼라이언스) |

## 보유 기종
- 2022년 7월 기준으로 에어 오스트랄은 다음과 같이 항공기를 보유하고 있으며 평균 기령은 4년이다.[6][7]

## 사진

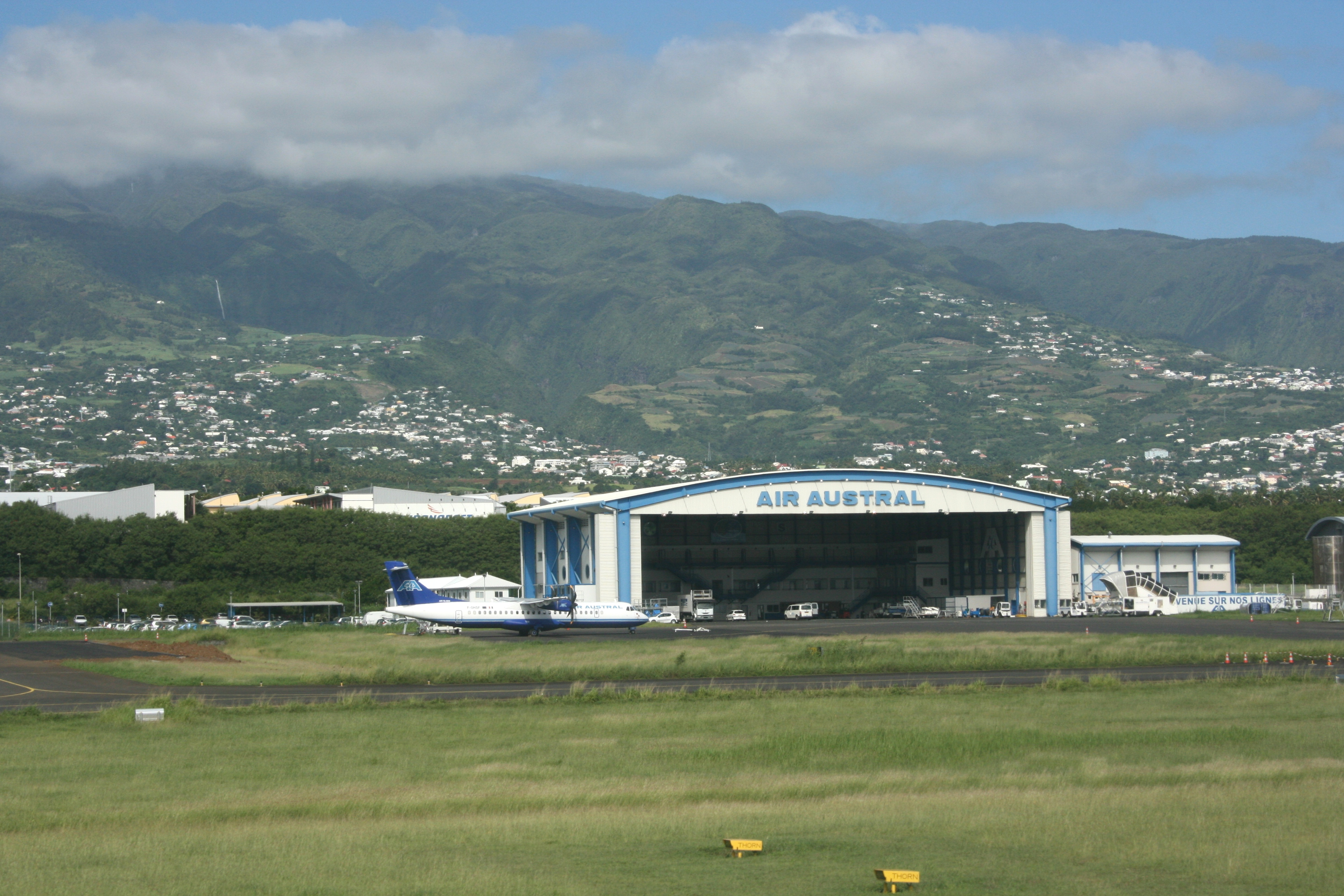
에어 오스트랄의 정비고
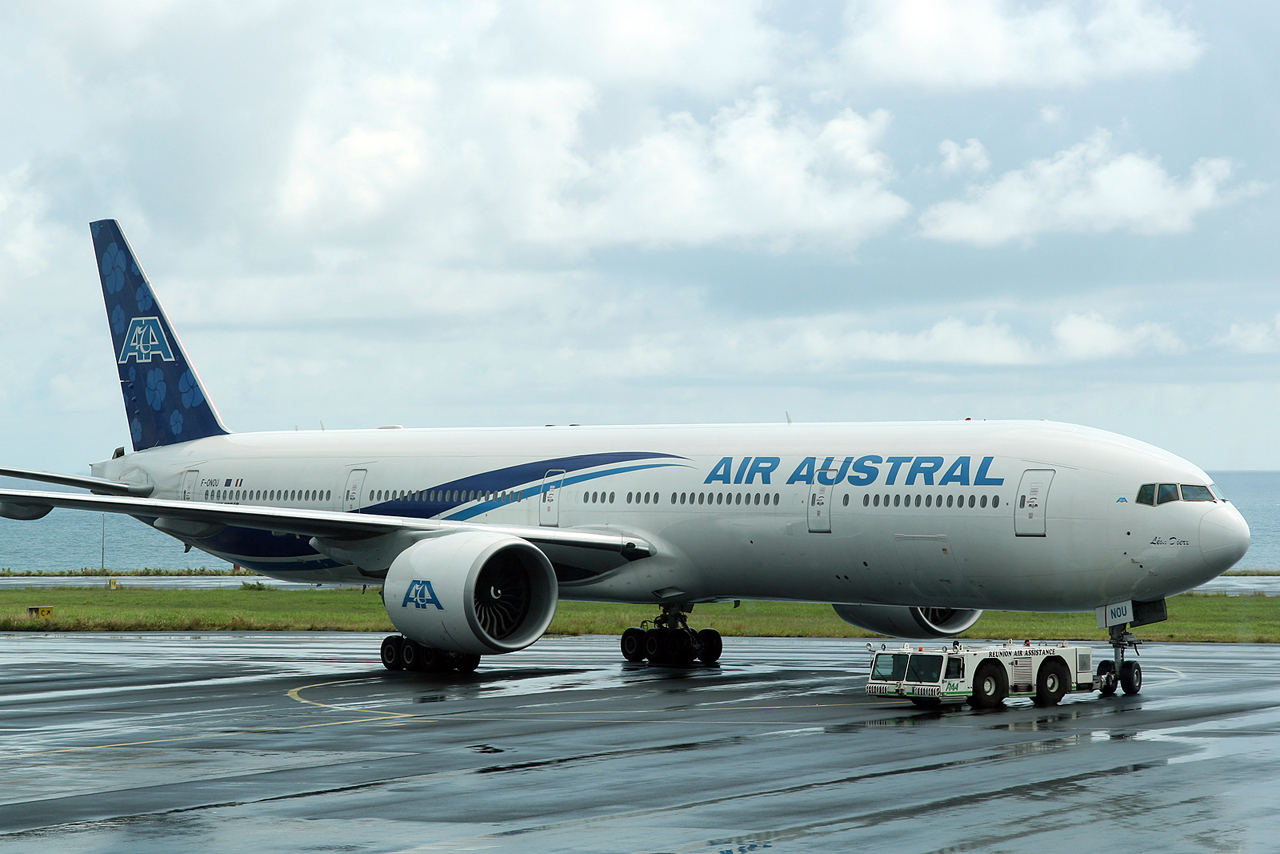
에어 오스트랄의 구도색 보잉 777-300ER
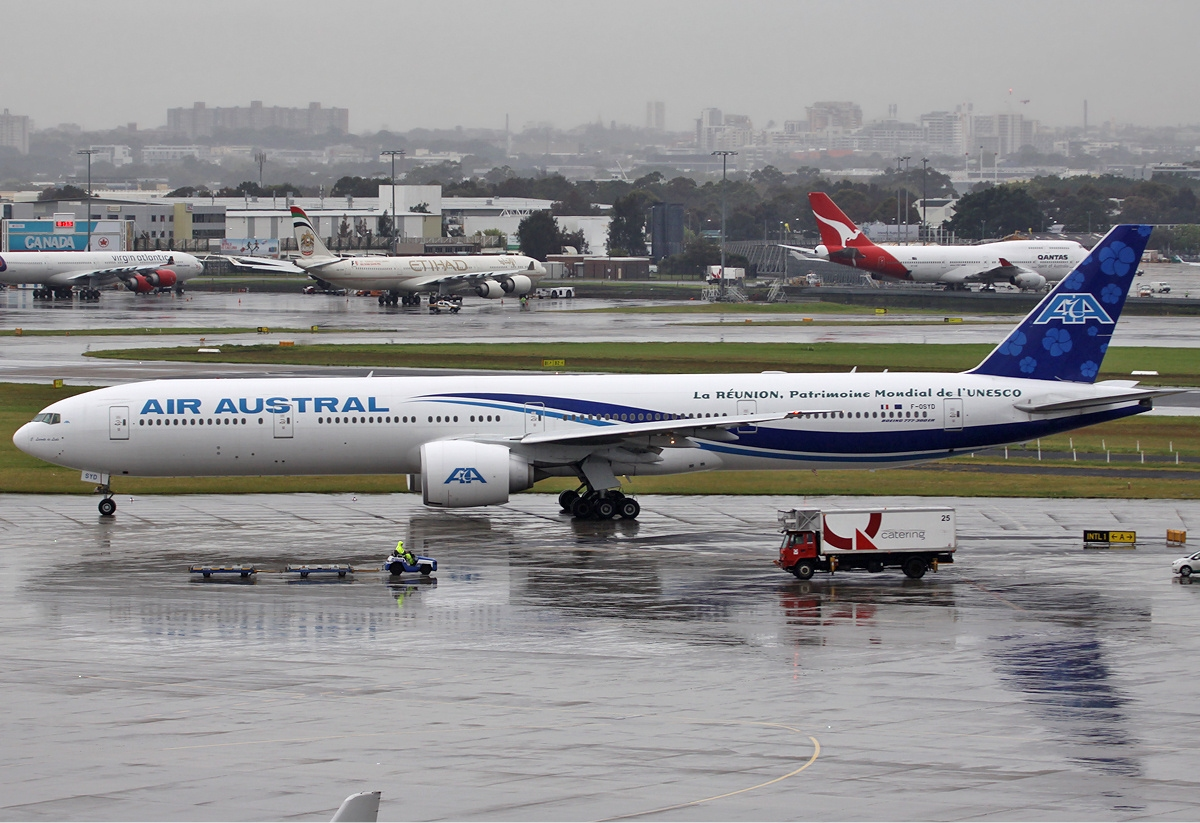
에어 오스트랄의 구도색 보잉 777-300ER

## 같이 보기
- 에어프랑스